# Karl-Heinz Weigang
Pour les articles homonymes, voir Weigang.
Karl-Heinz Weigang, né le 24 août 1935 et mort le 12 juin 2017,, est un entraîneur allemand de football.
Il travaille essentiellement en Asie et en Afrique, souvent en tant que sélectionneur national. Il arrête sa carrière professionnelle vers 2006.
Il reçoit en 1998 l'Ordre du mérite de la FIFA pour son rôle de pionnier.